# Gelasma albifulgens
Gelasma albifulgens är en fjärilsart som beskrevs av Louis Beethoven Prout 1934. Gelasma albifulgens ingår i släktet Gelasma och familjen mätare. Inga underarter finns listade i Catalogue of Life.